# Kintai-kyō
Le pont Kintai (錦帯橋, , Kintai-kyō) est un pont de la ville d'Iwakuni, dans la préfecture de Yamaguchi, au Japon.

## Présentation
Formé de cinq arches en bois, le pont Kintai enjambe le fleuve Nishiki. Il fut originellement construit pour que les samouraïs  du fief puissent se rendre de l'état-major à leur résidence chacun sur une berge de la rivière. Érigé en 1673, une inondation le détruit en 1950. Sa réplique date de 1953. Des restaurations partielles ont eu lieu en 2001 et 2004.

## Historique
Après l'édification du château d'Iwakuni par Kikkawa Hiroie, le premier seigneur du domaine d'Iwakuni, une série de ponts de bois est construite. Cependant, la plupart d'entre eux finissent détruits par des inondations. L'iconique Kintai-kyō est érigé en 1673 sur les ordres le 3e seigneur à gérer le domaine, Kikkawa Hiroyoshi. Les culées sont désormais en pierre. Quoique pensé pour être à l'épreuve des crues, l'année suivant sa construction, le pont ne résiste pas à une inondation. Les culées sont réhaussées pour améliorer leur résistance, une taxe de maintenance est mise en place. Il faut reconstruire les trois arches centrales tous les vingt ans et des deux arches de rive tous les quarante ans. Le pont a résisté pendant 276 ans jusqu'à ce qu'il soit emporté par une crue provoquée par le typhon Kezia en 1950. Son effondrement s'explique par un affaiblissement de la structure du fait de l'arrêt de la maintenance durant la Seconde Guerre mondiale ainsi que par l'extraction, dans le lit de la rivière, d'une grande quantité de graviers par l'United States Marine Corps afin d'étendre une piste d’atterrissage. En 1953, le pont, déclaré trésor national en 1922, fut reconstruit à l'identique avec des clous fait du même acier tatara que celui utilisé pour forger les katana afin d'améliorer leur durabilité. Entre 2001 et 2004, toutes les poutres furent restaurées pour la première fois depuis 50 ans[réf. souhaitée].

## Architecture
Le pont en arc est composé de voûtes de bois reposant sur quatre culées en pierres. Il est encadré par deux séries de piliers en bois aux extrémités. Chacune des trois sections centrales fait 35,1 mètres de long contre 34,8 mètres pour les deux autres pour une longueur totale d'environ 175 mètres, une hauteur de 6,64 m. et une largeur de 5 mètres.

### Construction originale
Grâce à un minutieux assemblage des charpentes en bois et le serrage et l'attache des grosses poutres par des cerclages métalliques, pendant près de 300 ans, les différentes versions du pont furent édifiées sans avoir recours au moindre clou métallique. Les principales pièces de bois étaient recouvertes de feuilles de cuivre pour améliorer leur durée de vie.

### Protégé des crues
La forme et le poids du pont le rendaient extrêmement solide au-dessus, mais incroyablement faible en dessous. Pour que les crues ne le détruisent dans son intégralité, le pont a été conçu de sorte que le tablier de en bois de la chaussée soit « flottant », il repose sur la charpente en étant simplement maintenu par des mortaises et des tenons. au monet de grandes crues, cette partie est libre de se soulever et d'etre emportée sans que la structure principale ne soit trop endommagée.

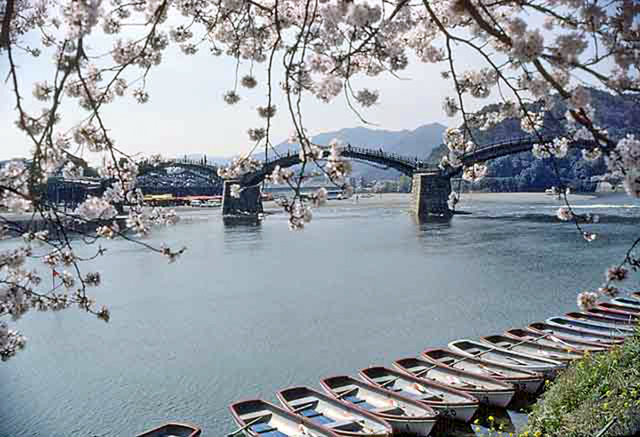
Le pont Kintai au printemps.
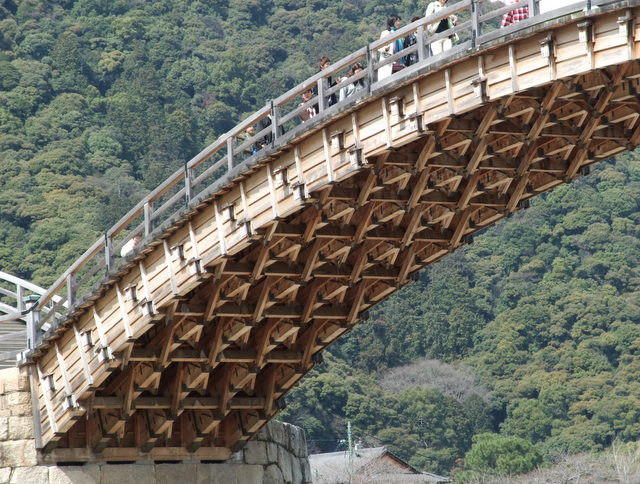
Arche du pont Kintai.
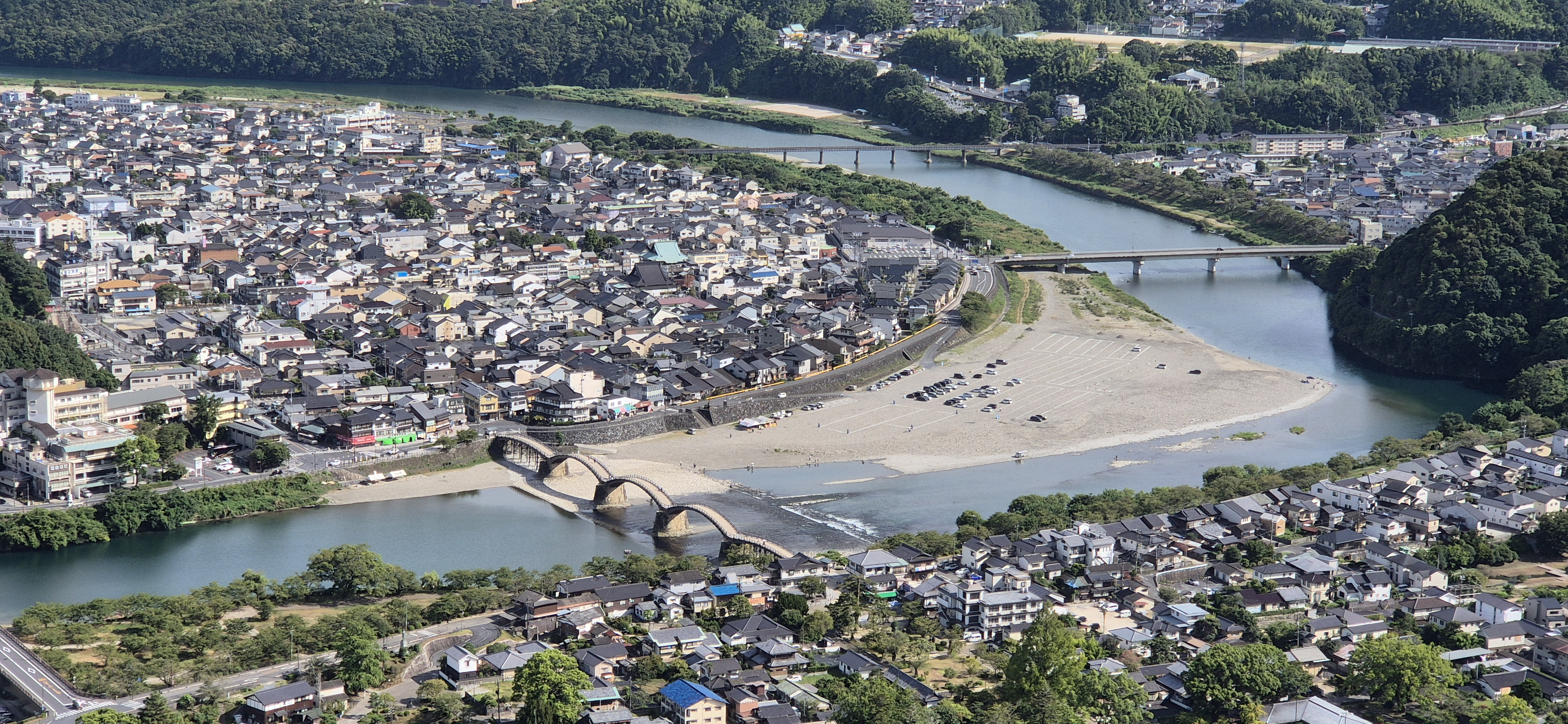
Vu du pont depuis le château.